# Кунце, Райнер
Райнер Кунце (нем. Reiner Kunze; род. 16 августа 1933[…], Эльсниц, Саксония) — немецкий поэт, прозаик, переводчик и режиссёр.

## Биография
Окончил факультет журналистики Лейпцигского университета. Первый отдельный сборник стихов «Птицы над инеем» (нем. Vögel über dem Tau) выпустил в 1959 году. В начале 1960-х годов, женившись на чешке, некоторое время жил в Чехословакии.
В 1976 году в ФРГ был издан прозаический сборник Кунце «Удивительные годы» (нем. Die wunderbaren Jahre), в котором с иронией изображалась повседневная жизнь восточногерманской молодёжи. Книга имела значительный успех в Западной Германии, однако вызвала жёсткую критику в ГДР (в частности, автора исключили из Союза писателей). Находясь под постоянным давлением, в следующем году Кунце был вынужден перебраться в ФРГ. В том же году был удостоен премии Георга Бюхнера. В 1979 году выступил в качестве режиссёра, сняв по вышеупомянутой книге одноимённый фильм.
Также известен как переводчик чешских поэтов, в частности Ярослава Сейферта, Владимира Голана, Милана Кундеры, Яна Скацела (последний оказал значительное влияние на творчество самого Кунце).